# 吕堡
吕堡是德国梅克伦堡-前波莫瑞州的一个市镇。总面积17.31平方公里，总人口244人，其中男性120人，女性124人（2011年12月31日），人口密度14人/平方公里。